# Dan Molls
Daniel Francis „Dan“ Molls (* 12. Februar 1991 in North Royalton, Ohio) ist ein ehemaliger US-amerikanischer American-Football- und Canadian-Football-Spieler. Er spielte zwei Saisons auf der Position des Linebackers für die Hamilton Tiger-Cats in der Canadian Football League (CFL).

## Karriere
Von 2009 bis 2012 besuchte Molls die University of Toledo, wo er für die Toledo Rockets College Football spielte. In seinem ersten Jahr erzielte er 43 Tackles, gefolgt von 143 Tackles 2010. Er wurde für seine Leistung in seinem zweiten jahr ins Third-Team All-MAC gewählt. 2011 verpasste er wegen einer Verletzung sieben Spiele, dennoch konnte er 70 Tackles erzielen. In seinem letzten Jahr führte er die Nation mit 166 Tackles an, was ihn die Wahl ins First-Team All-MAC einbrachte. Zudem wurde er zum Academic All-American gewählt. Nach Ende seiner Karriere in Toledo spielte er im All-Star Game Texas vs The Nation. Zum hundertjährigen Jubiläum der Rockets 2017 wurde Molls auf Platz 48 des All-Century Teams gewählt.
Am 27. April 2013 verpflichteten die San Diego Chargers Molls als Undrafted Free Agent. Am 30. August 2013 wurde er entlassen. Am 7. Januar 2014 verpflichteten die Pittsburgh Steelers Molls. Am 20. August 2014 wurde er entlassen.
Am 13. Oktober 2014 verpflichteten die Hamilton Tiger-Cats Molls für ihren Practice Roster. Im März 2015 erhielt er einen neuen Vertrag. Am 21. Juni 2015 ging er erneut in den Practice Roster. Am 1. September 2015 wurde er in den aktiven Kader befördert. Nach der Saison wurde er zum Free Agent.